# Wilhelm Schüch

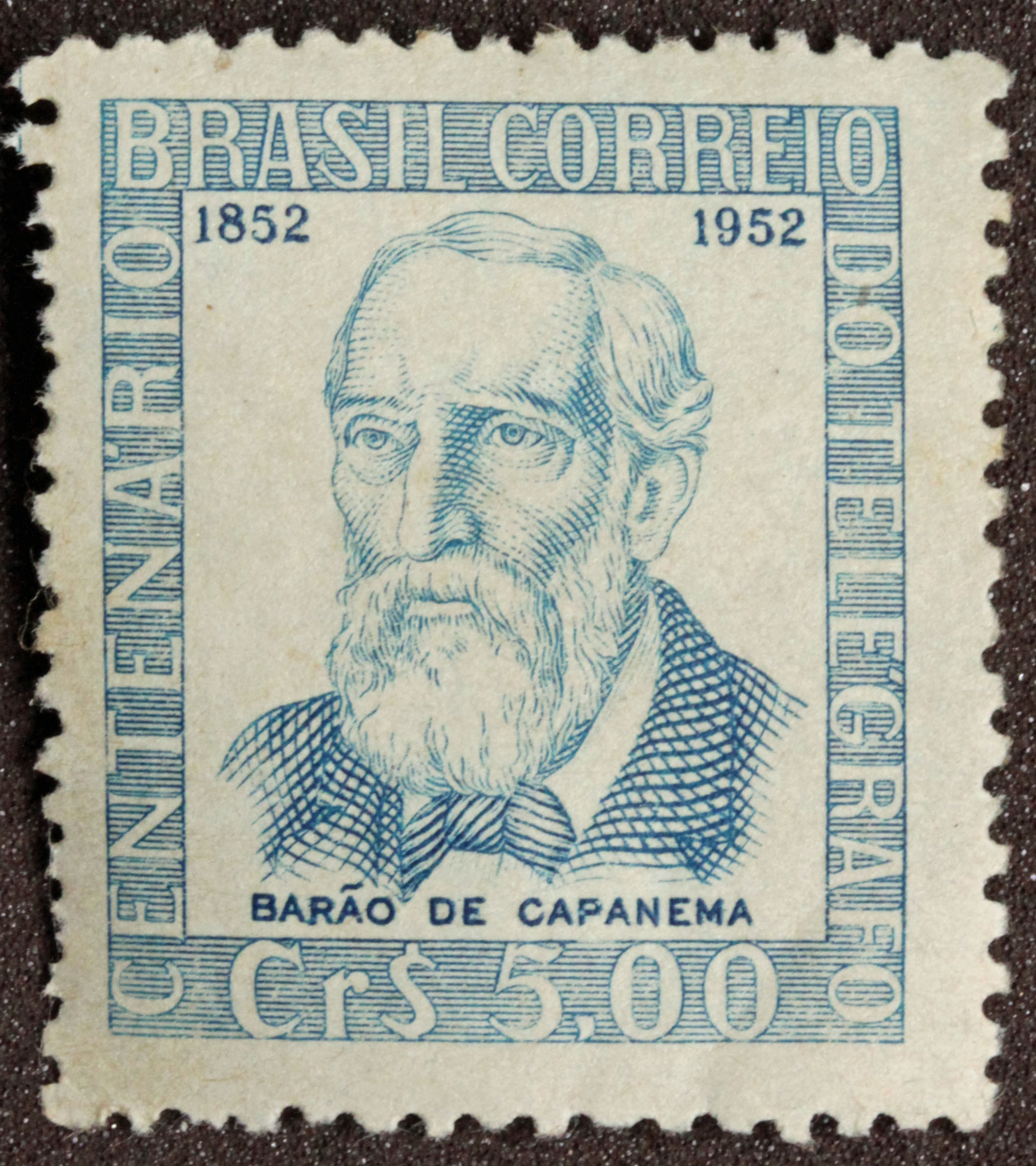
Wilhelm Schüch von Capanema auf einer brasilianischen Briefmarke

 Wilhelm Schüch von Capanema, auch Guilherme Schüch, Schuch, Baron, Barão von (de) Capanema, (* 17. Jänner 1824 in Ouro Preto, Brasilien; † 29. Juli 1908 in Rio de Janeiro) war ein österreichischer Naturwissenschaftler und der bedeutendste Ingenieur des 2. Brasilianischen Kaiserreiches. Sein botanisches Autorenkürzel lautet Capan.

## Leben
Wilhelm Schüch war Sohn des österreichischen Naturforschers Rochus Schüch und ein Jugendfreund des späteren brasilianischen Kaisers Peter II.
Nach Privatunterricht trat er als Genieoffizier in die österreichische Armee ein, studierte 1842–45 am Polytechnischen Institut in Wien, nach Absolvierung der propädeutischen Zweige (Wasser-, Land- und Straßenbau sowie Bauökonomie) 1846–47 an der Bergakademie Freiberg, besuchte die sächsischen Berg- und Hüttenwerke und soll auch in München Vorlesungen gehört haben.
Nach Brasilien zurückgekehrt und zum Major im Ingenieur-Korps avanciert, erhielt er bald darauf eine Stelle an der mineralogisch-geologischen und naturwissenschaftlichen Abteilung des Nationalmuseums. An der Militärzentralschule, dem späteren Polytechnikum, lehrte er Physik, Mathematik, Geologie sowie Mineralogie und legte 1852 zwischen dem kaiserlichen Palast und dem Militärhauptquartier die erste Telegraphenanlage Brasiliens. Auf Veranlassung des Kaisers wurde er 1855 mit dem Aufbau des brasilianischen Telegraphensystems beauftragt. Er schuf ein Netz von 11.000 km Länge und ließ das Land durch ein Kabel mit Europa verbinden.
Aufgrund seiner Verdienste wurde er mit dem Prädikat de Capanema in den Adelsstand erhoben. Da in Brasilien der Name Schüch schwer auszusprechen ist, nannten sich die Nachkommen nur mehr Capanema. Sie bekleideten hohe Staatsposten.